# Ophidion nocomis
Ophidion nocomis är en fiskart som beskrevs av Robins och Böhlke, 1959. Ophidion nocomis ingår i släktet Ophidion och familjen Ophidiidae. Inga underarter finns listade i Catalogue of Life.